# Château de Chaumejean
Le château de Chaumejean est un édifice situé à Verneuil-en-Bourbonnais, en France.

## Localisation
Le château est situé sur le territoire de la commune de Verneuil-en-Bourbonnais, dans le département de l'Allier en région Auvergne-Rhône-Alpes.

## Description
Le château est construit en briques polychromes. Le logis est composé de deux niveaux. Il est augmenté d’une aile plus étroite placée en retrait et dont la façade est formée de pans de bois. Une tour carrée complète le pignon. Cette tour contient une chapelle à l'étage.

## Historique
L'ancien château date de la fin du XVe siècle, il était la propriété de la famille du même nom. Colas de Chaumejean est mentionné parmi les gentilshommes bourbonnais dans l'Armorial de Guillaume Revel.
Le château actuel est une construction du XIXe siècle.